# فرودگاه جزیره سینت پال
فرودگاه جزیره سینت پال (به انگلیسی: St. Paul Island Airport) یک فرودگاه همگانی بهره‌برداری هوایی با کد یاتا SNP است که یک باند فرود آسفالت دارد و طول باند آن ۱۹۸۱ متر است. این فرودگاه در کشور ایالات متحده آمریکا قرار دارد و در ارتفاع ۱۹ متری از سطح دریا واقع شده است.